# Dolichoderus germaini
Dolichoderus germaini es una especie de hormiga del género Dolichoderus, subfamilia Dolichoderinae. Fue descrita científicamente por Emery en 1894.
Se distribuye por Brasil, Ecuador, Paraguay y Perú. Se ha encontrado a elevaciones de hasta 212 metros. Vive en microhábitats como el césped.